# 布萊頓-霍夫的建築

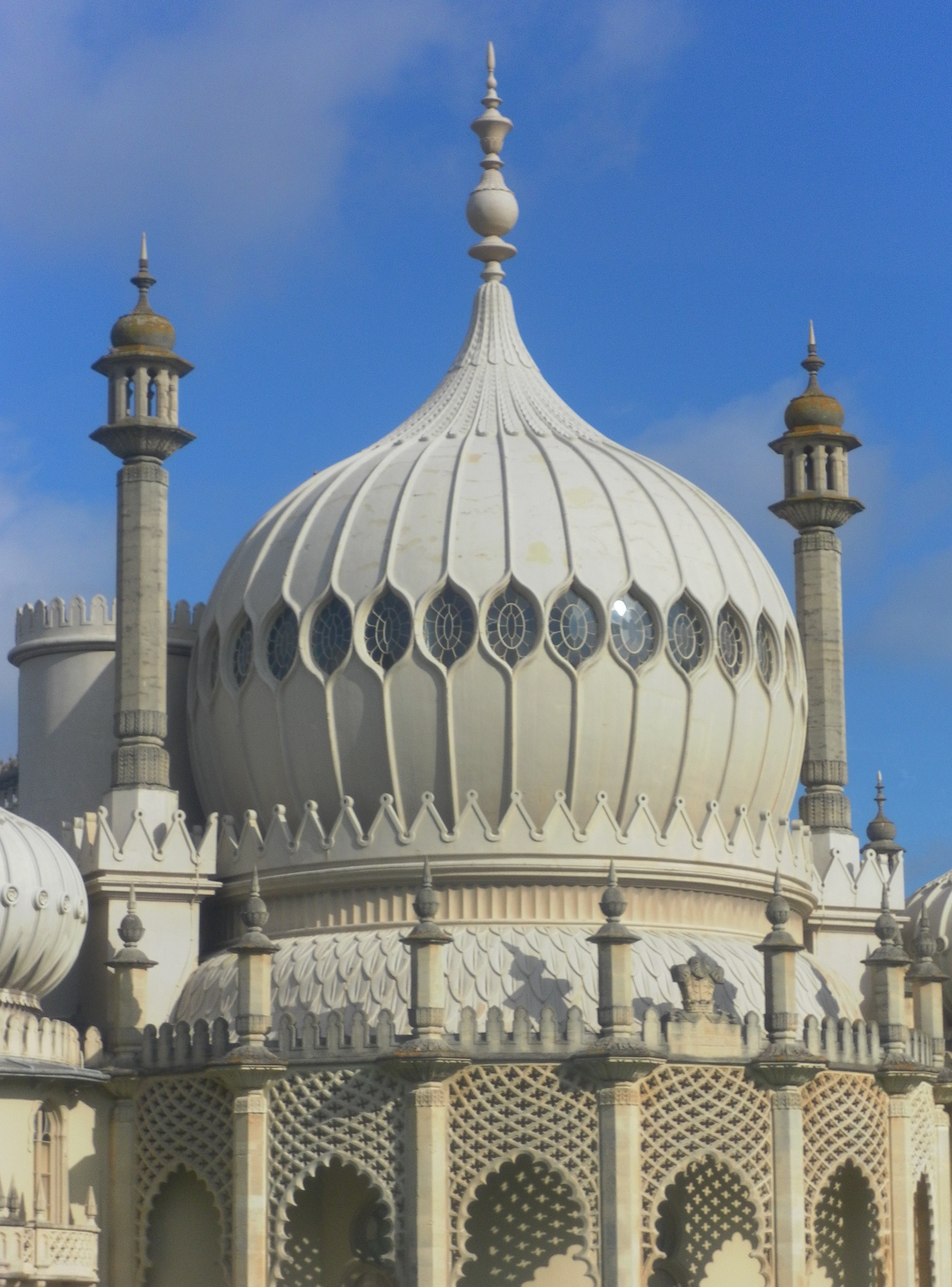
"迷人、东方幽默的 皇家展馆"，影响后续在布萊頓和其他海滨渡假勝地的建築。

布萊頓-霍夫，在英吉利海峽海岸东南部的英国城市，在该国的海濱渡假勝地間拥有具"无与伦比的建築性"特色，庞大而多样化的建筑。 在市區，於2000年被指定為一个城市，由以前分開单独的兩個城镇布莱顿和霍夫，以及附近的村庄，如波茨莱德（Portslade）, 帕查姆（Patcham）和 羅廷丁，以及20世纪的地产如马斯卡牧（Moulsecoomb）和米萊奧克（Mile Oak）所組成。 這個集合城市在1997年第一次以一個单一統一起來，並拥有人口约253,000。 大约一半的 20,430-英畝（8,270-公頃） 地理区域被划建立起市区。
布莱顿从中世纪的渔村轉變為温泉镇和旅遊度假勝地，因皇室和時尚的上層階級光顧，帶動了摄政時期風格建築和三位建築師的職業發展，他們的工作來自四海浬（6.4公里）的海濱。 儘管高級份子和成功的布朗斯維克地產是攝政時代的一个产物，先前原分开的村庄霍夫，則开发为一个「在（維多利亞時期）郊區沉重的表面尊嚴下」舒适的中产阶级居住区: 大房子迅速從19世紀末起蔓延周围的田野。 旧的村庄，如波茨莱德、羅廷丁、奧永典（Ovingdean）和帕查姆，有古老的教堂、农场和小石屋，隨著布莱顿和霍夫兩個城鎮的成長和合併，他們變得郊區化了，且隨著1928年"大布萊頓"的建立，為市區引進開放土地，被用於住房和工業用地。 许多建筑物在1960年代和1970年代消失，當因布萊頓地區的重要性鼓勵重建時，保護運動對於拯救其他建築物也是有影響力的。
城市的大多建築環境是由攝政時期、維多利亞時期和愛德華時代的建築组成。 攝政時期风格，是典型的18世纪晚期和19世纪早期，特点是由淺灰泥粉刷外牆搭配古典风格的線角裝飾和凸窗. 
即使是在十九世紀中期，陡峭的斜坡上散佈著樸素兩層的露台房屋，也展示了這種風格的一些元素。在十九世紀末和二十世紀初期，霍夫和布萊頓北部廣泛的郊區發展，展現了強調裝飾磚和山牆，這些時代特徵的建築特色。战后的发展范围从野兽派的商业建築和民间结构到早期風格的塑造。 可持续建筑技术 已经成为流行，用于个人住房，並用在更大的规模上，例如已长期计划的新英格蘭區（New England Quarter）污染土地发展。
地方和国家政府已透過指定登錄建筑物和保护区狀況等各種發展认识到此城市的建筑遗产。 自1969年以来，已建立34个保护区，涵盖各种各样的大小和年代的區域；以及超過1200多个建築根據其"特殊的建筑性或历史性利益"被登錄。